# Елен на отец Давид
Еленът на отец Давид (Elaphurus davidianus) е вид бозайник от семейство Еленови (Cervidae). В резултат на безконтролен лов видът е вече изчезнал в естествения си хабитат и се среща само в зоопаркове и развъдници.

## Разпространение и местообитание
Естественото му разпространение е в Китай.